# Bilobata argosticha
Bilobata argosticha är en fjärilsart som beskrevs av Antonius Johannes Theodorus Janse 1954. Bilobata argosticha ingår i släktet Bilobata och familjen stävmalar. Inga underarter finns listade i Catalogue of Life.